# Newkirk (Oklahoma)
Newkirk – miasto w Stanach Zjednoczonych, w stanie Oklahoma, siedziba administracyjna hrabstwa Kay.